# Activitate paranormală 2
Activitate paranormală 2 este un film american de groază din 2010 regizat de Tod Williams și scris de Michael R. Perry. Filmul este un prolog al primului film din seria cu tematică supranaturală, acțiunea având loc cu două luni înaintea evenimentelor petrecute în filmul original. A fost lansat în cinematografe la miezul nopții din 22 octombrie 2010 în Statele Unite, Regatul Unit, Canada, Mexic, Brazilia, Polonia și Irlanda. Activitate Paranormală 2 este cel mai lung film din întreaga serie, cu o durată de 101 de minute, sau 1 oră și 41 de minute.